# حصار الفلوجة (2016)
حصار الفلوجة كان هجوما شنته الحكومة العراقية ضد داعش في الكرمة وفي مدينة الفلوجة بهدف فرض حصار عليها. وفي 22 أيار/مايو، وبعد الانتهاء من الأعمال التحضيرية حول المدينة، شن الجيش العراقي بدعم من «الحشد الشعبي» المعركة الثالثة في الفلوجة.

## خلفية
في 4 كانون الثاني/يناير 2014، إستولت داعش، التي كانت تعرف آنذاك باسم الدولة الإسلامية التابعة لتنظيم القاعدة في العراق، على مدينة الفلوجة بعد انسحاب القوات الحكومية العراقية من المدينة بعد معركة دامت خمسة أيام. وسمح هذا الانتصار لتنظيم داعش بالإستيلاء على مدينته الأولى على الأراضي العراقية، كما سمح له باقامة معقل لا يبعد غير 40 كيلومترا (25 ميلا) من العاصمة العراقية بغداد.
وفي الفترة من نيسان/أبريل إلى أيار/مايو من عام 2015، شن الجيش العراقي هجوما في بلدة الكرمة وحولها. وخلال الهجوم، حقق الجيش العراقي بعض المكاسب المحدودة في منطقة الكرمة، بإستيلاءه على بعض الأراضي في البلدة وبناء قاعدة لهجوم مستقبلي لأعادة الإستيلاء الكامل على كل من الفلوجة والكرمة.
وفي منتصف أيار/مايو 2015، استولى التنظيم على الرمادي بعد سلسلة كبيرة من الهجمات الانتحارية خلال عاصفة رملية دفعت القوات العراقية إلى التخلي عن المدينة لتنظيم داعش. وبعد ذلك بشهرين، تعافت قوات الأمن العراقية من خسارتها، وفي 13 تموز/يوليو 2015، شنت القوات العراقية المسلحة هجوما لإعادة الإستيلاء على محافظة الأنبار. وخلال الهجوم، تعرضت داعش لضربة كبيرة بعد ان فقدت الرمادي لصالح القوات الحكومية العراقية في فبراير 2016.
وفي 1 شباط/فبراير، شن الجيش العراقي هجوما على منطقة جزيرة الخالدية، وهي المنطقة الواقعة بين قريتي البوناصر والبوشجل، الواقعتين بين الرمادي والفلوجة. وفي اليوم نفسه، تمكن الجيش العراقي من الاستيلاء علي قريتي البوشليب والبوشجل، الواقعتين إلى الشمال الغربي من الفلوجة.

## الهجوم

### حصار كُلي
وفي 2 شباط/فبراير، قطع الجيش العراقي بالكامل آخر خطوط الإمداد بين منطقة جزيرة الخالدية ومدينة الفلوجة، وحاصر المدينة بالكامل. وقد ادى ذلك إلى القلق من إن ما يقدر بنحو 000 30 إلى 000 60 من المدنيين المحاصرين في الفلوجة سيتضورون جوعاً بسبب نقص إمدادات الإنزالات الجوية إلى المدينة. وفي 10 شباط/فبراير، أفادت التقارير بأن الجيش العراقي استعاد بالكامل منطقة الخالدية، بما في ذلك منطقة جزيرة الخالدية.

### اشتباكات الفلوجة وهجوم الكرمة
في الفترة من 15 إلى 19 شباط/فبراير، شن الجيش العراقي هجوماً على بلدة الكرمة، شمال شرق الفلوجة، مما أدى إلى مقتل عشرات من مقاتلي داعش.
وفي 18 شباط/فبراير، ثار عدد كبير من رجال القبائل السنة المحليين ضد داعش، بعد قيام التنظيم بضرب إمراة، إضافة للعديد من الممارسات التقييدية التي فرضتها شرطة الحسبة السرية، وسط حصار مستمر. وأفادت الأنباء ان داعش إنسحب إلى مدينة الفلوجة بعد أن أحرق المواطنون المحليون مقر الحسبة وإنتشرت الاشتباكات. وفي 20 شباط/فبراير، بدأت الاشتباكات تخمد حيث بدأ داعش بالقيام بعمليات اعتقال جماعية، وذكر انه لا يزال هناك بعض المقاتلين السنة الذين كانوا محاصرين في أجزاء من الفلوجة، والذين يُحتمل أن ُيذبحوا إذا لم تتدخل الحكومة العراقية أو التحالف. في 21 شباط/فبراير، بدأ الجيش العراقي بقصف مواقع داعش في ضواحي الفلوجة، دعما للمقاتلين المحليين هناك.وفي وقت متاخر من نفس اليوم، سحقت داعش التمرد واحتجزت 180 رجلا. بيد أن الجيش العراقي قام في اليوم نفسه بنشر تعزيزات في الفلوجة إستعدادا لاقتحام المدينة.
في 23 شباط/فبراير، استعاد الجيش العراقي بلدة الكرمة بالكامل، بعد أن دمر آخر معقل لتنظيم داعش في البلدة.
وفي 24 شباط/فبراير، قتلت غارة جوية للتحالف 30 من مقاتلي داعش في منطقة الكرمة الفرعية، شرق الفلوجة مباشرة.

### تشديد الحصار
في 25 شباط/فبراير، صرح محافظ الانبار العراقي بأن معركة الفلوجة ستبدأ قريبا، وإنها ستكون أقصر بكثير من معركة الرمادي. وفي اليوم نفسه، شدد الجيش العراقي حصاره على الفلوجة، وعمل على دفع قوات التنظيم إلى أطراف الفلوجة وتأمين جميع الجسور المؤدية إلى المدينة. وفي اليوم نفسه، قام الجيش العراقي بتطهير منطقة آل بودايج في جنوب الفلوجة، مما أسفر عن مقتل 19 من مقاتلي داعش. وذُكِر أيضا إن داعش يستخدم الاغذية كسلاح في الفلوجة، حارماً الأشخاص الذين يشتبه في إن لهم صلات برجال القبائل المتمردين أو الغير المتعاطفين مع داعش من الإمدادات الغذائية. وفي 27 شباط/فبراير، أبلغت الحكومة العراقية أن 600 من مقاتلي داعش تمكنوا من الفرار من الفلوجة إلى المناطق المجاورة وإلى مدينة الموصل. وبعد الانشقاقات، قدرت المصادر المحلية انه لم يبق سوى 400 من مقاتلي داعش في مدينة الفلوجة.
في 28 شباط/فبراير، صدت قوات الحشد الشعبي هجوم من قبل قوات داعش على الكرمة، والذي وصف بأنه واحد من أكبر الهجمات على المدينة. وفي وقت لاحق من اليوم نفسه، صدت قوات الحكومة العراقية هجوما انتحاريا واسع النطاق في أبو غريب وغرب بغداد، وهو أكبر هجوم قامت به الجماعة في المنطقة منذ ما يقرب من سنتين. وقد أسفر الهجوم عن مقتل 48 من مقاتلي داعش و23 جنديا عراقيا.
في 6 نيسان/أبريل، قتل ثمانية جنود عراقيين في هجوم شنته داعش على ثكنة عسكرية في قرية المعامل، شرقي الفلوجة. وفي 9 نيسان/أبريل، قتل عشرة مدنيين وأصيب 25 آخرون بجروح بعد الغارات الجوية والقصف المدفعي الذي شنه الجيش العراقي على سوق الفلوجة ومنطقة نزال في وسط المدينة.وفي 10 نيسان/أبريل، قتل ستة من مقاتلي داعش بالقصف المدفعي الذي قام به الجيش العراقي في منطقة الفلاحات، غرب المدينة. في 21 نيسان/أبريل، شن التحالف بقيادة الولايات الأمريكية غارة جوية على تجمع لداعش بالقرب من عامرية الفلوجة، مما ادى إلى مقتل قائد التنظيم الأعلى في جنوب الفلوجة، إلى جانب ستة من مساعديه. وفي 27 نيسان/أبريل، قُتل ستة من مقاتلي داعش وجرح خمسة آخرون، عندما قصف الجيش العراقي مواقع لداعش في المدينة بالمدفعية. في 28 نيسان/أبريل، قامت طائرات التحالف بشن ثلاث غارات جوية على مقر داعش في منطقة شمال الكرمة، مما أدى إلى مقتل 15 إرهابيا من داعش، بمن فيهم ثلاثة من القادة، خطاب الحلابوسي، وأوش الشامي، ومصدق عبد الجليل. وفي الوقت نفسه، دُمرت أيضا مركبة تابعة لداعش تحمل أسلحة رشاشة.
وفي 30 نيسان/أبريل، هاجم مقاتلون مجهولو الهوية تجمعا لمقاتلي داعش بالقرب من منطقة العلوة في حي الجولان في وسط الفلوجة، مما ادى إلى مقتل سبعة من مقاتلي داعش. وفي 2 أيار/مايو، قامت قوات الأمن بعملية عسكرية واسعة النطاق إستهدفت التجمعات التابعة لتنظيم داعش في منطقه الفلاحات، مما أسفر عن مقتل 15 من أعضاء داعش وأصابة عشرة آخرين، فضلا عن قصف معمل لتصنيع المركبات المفخخة.
في 3 أيار/مايو، شنت قوات الجيش العراقي والفصائل الأخرى هجوماً في جنوب الفلوجة، وإستولت على المناطق الممتدة بين العامرية ومدينة الفلوجة.
 وبحلول اليوم التالي، كانت القوات الحكومية العراقية تقف على بعد 3 كيلومترات من المدخل الجنوبي للفلوجة، وتم الإستيلاء على 4 قرى، مما أسفر عن مقتل 100 من مقاتلي داعش، وتدمير 10 انفاق تابعة للتنظيم. وفي 5 أيار/مايو، صرح قائد عمليات الانبار، اللواء إسماعيل مهلاوي، لوكالة الأناضول بأن الجيش العراقي استولى على خمس مناطق في المدينة.
وفي صباح يوم 5 أيار/مايو، إندلعت اشتباكات عنيفة بين فصيلين تابعين لداعش في حي نزال في وسط الفلوجة، بعد سرقة 700 مليون دينار عراقي كانت قد أودعت لدى أحد قادة التنظيم والذي يدعى جبار عوف، مما أسفر عن مقتل عشرة أعضاء من داعش وجرح ثمانيه آخرين.
وفي 7 أيار/مايو، قامت قوات الأمن بعمليات استهدفت مقر وتجمعات لتنظيم داعش بالقرب من عامرية الفلوجة، مما أسفر عن مقتل 25 من عناصر داعش.
في 8 أيار/مايو، شنت طائرات التحالف غارة جوية على مواقع داعش في جنوب الفلوجة، مما أسفر عن مقتل 14 عنصرا من التنظيم. كما دمرت الطائرات الحربية ثلاث سيارات مفخخة وقتلت مفجريها الانتحاريين اثناء محاولتهم مهاجمة قوات الأمن العراقية في نفس المنطقة القريبة من الفلوجة.
في 9 أيار/مايو، قصفت القوات الجوية العراقية مبنيين تابعين لتنظيم داعش، ومخبأين للاسلحة، و60 قاذفة صواريخ في منطقة البوشهاب وعامرية الفلوجة. وفي وقت سابق من نفس اليوم لقي 20 من مقاتلي داعش مصرعهم خلال قصف جوي في جنوب الفلوجة. في الفترة من 4 إلى 9 أيار/مايو، قتل 140 من مقاتلي داعش في اشتباكات وقعت في ضواحي الفلوجة الغربية والجنوبية.
وفي 10 أيار/مايو، أفادت التقارير بان 2,000 أسرة كانت محصورة في قريتين، وكانت المنظمة تستخدمهم كدروع بشرية.
وفي 11 أيار/مايو، قتل ثمانية من مقاتلي داعش وجرح اثنان آخران، حيث قامت طائرات التحالف بغارتين جويتين على سيارة مفخخة تباعة للتنظيم بالقرب من قريتي الفلاحات والحلابسة.
وفي 14 أيار/مايو، إدعى التنظيم انه قتل أكثر من 100 عنصر من القوات العراقية في هجوم انتحاري كبير في المجمع السكني في عامرية الفلوجة. وقال تقرير آخر بأن عدد القتلى 70 جنديا وشرطيا واحدا.

## أعقاب هجوم آيار
وفي 22 مايو / أيار، بعد حصار مطول، أعلن الجيش العراقي أنه يمركزقواته حول الفلوجة، استعدادا لهجوم واسع النطاق على المدينة. ووفقا للقادة العسكريين العراقيين، فإن هذه الخطط قائمة للاستفادة من الانتصار الأخير على تنظيم الدولة الإسلامية داعش في مدينة الرطبة، وهي أيضا تعمل للحط من إمكانية شن عمليات انتحارية في بغداد من قبل تنظيم الدولة الإسلامية. ويعتقد بأن 200 مدنيا تم قتلهم عند محاولتهم الفرار من الفلوجة. وأرسل الجيش رسائل إلى السكان المحاصرين «للإستعداد لمغادرة الفلوجة من خلال طرق آمنة سيتم الإعلان عنها لاحقا». ووفقا للمفوضية السامية للأمم المتحدة لشؤون اللاجئين، تمكنت 80 عائلة من الفرار قبل 24 مايو، إلا أن الخطر واضح من خلال شهادات المدنيين التي قالت إن فرق الموت التابعة لتنظيم داعش «ستقتل أي شخص في الفلوجة يغادر منزله أو يرفع علما أبيض».
أعلنت قوات الحشد الشعبي في 23 مايو / أيار أنها استولت على الكرمة (على بعد 16 كيلومترا شمال شرق الفلوجة)، مما يجعل معظم الأراضي الواقعة شرق الفلوجة تحت سيطرة الحكومة. وأعلنت القوات أيضا تحرير ثلاث قرى وقتل 40 من مقاتلي داعش خلال العملية العسكرية. وأعلنت الحكومة العراقية أن المقاتلين الموالين للحكومة استولوا على قريتي اللهيب وبو خنفر في 24 مايو / أيار.
وفي 25 أيار / مايو، قامت قوات الأمن العراقية بتطهير 16 مدينة ومقاطعة على الضواحي الشرقية للفلوجة. وتم تحرير مدينة سيجار بعد أيام من الاستيلاء على الكرمة. وأسفرت هذه الاشتباكات عن مقتل 40 من مقاتلي داعش. كما قتل 123 من مسلحي داعش و15 مدنيا و35 من القوات العراقية ورجال الحشد الشعبي في اشتباكات أدت إلى سيطرة الجيش العراقي على بقية المناطق في الجنوب الشرقي، مما سمح لهم بإنشاء ممر يقطع المنطقة الخاضعة لسيطرة تنظيم داعش إلى منطقتين. ووفقا لقاسم عراجي، عضو لجنة الدفاع، فإن القوات المتقدمة تتقدم باستمرار و«تقترب من البوابة الشرقية للفلوجة».

## المجاعة والمفاوضات
ومع تشديد الحصار، تُرك عشرات الآلاف من العراقيين، المحاصرين في الفلوجة، دون الحصول على الغذاء والدواء، نظرا لاشتداد النقص في الأسابيع الاخيرة. ومع تشديد الجيش العراقي قبضته على المدينة، أشارت التقارير المحلية إلى ان داعش أصبح أكثر دموية وأشد يأسا. وأفاد بعض السكان بأنه ليس لديهم وقود لتدفئة أنفسهم خلال الشتاء البارد. ومع ذلك، فان بعض الإمدادات كانت متاحة في بعض المتاجر، ولكن فقط للمقاتلين أو المتعاطفين مع داعش، وفقا للتقارير المحلية.
وقال المسؤولون العراقيون إن المفاوضات التي يقودها الصليب الأحمر الدولي تجري في محاولة لجعل تنظيم داعش يسمح لبعض فرق المساعدات بالدخول إلى المدينة وتقديم المساعدات الاساسية. بيد إن هذه المفاوضات لم تكلل بالنجاح. وقال حكمت سليمان، المتحدث باسم محافظ الانبار، إن الجيش العراقي حاول تسليم الطعام للمدنيين، ولكن التنظيم أعاق هذه الجهود.

## عمليات الإعدام والاختطاف
وفي 30 مارس / آذار، قال العقيد محمود مرضي الجميلي، أمر فوج الكرمة الأول، إن تنظيم الدولة الإسلامية قتل 35 شخصا في وسط الفلوجة يوم الأربعاء بعد اتهامهم بمحاولة الفرار من المدينة. وفي 4 نيسان / أبريل، أحرق تنظيم الدولة الإسلامية 15 مدنيا حتى الموت لمحاولتهم الفرار من الفلوجة.
وفي 14 نيسان/أبريل، قال مصدر أمني أن مقاتلي داعش بدأوا هجوما واسع النطاق في منطقتي الحلابسة وآل بو الوان في غرب الفلوجة، وإختطفوا ما لا يقل عن 100 مدنيا عراقيا. واقتادت عناصر داعش المدنيين المختطفين إلى سجون المنظمة في المدينة.
وكانت كتائب الموت التابعة للتنظيم تجوب الشوارع قائلة إنها ستقتل أي شخص في الفلوجة يغادر المنزل أو يلوح براية بيضاء.